# August Peterson (litteraturvetare)
Ernst Robert August Peterson, född 17 januari 1895 i Varberg, död den 6 april 1953 i Göteborg, var en svensk skolman och litteraturvetare. Han är känd för sina biografier över Birger Sjöberg och Nils Hasselskog.

## Biografi
Petersons far var telegrafkommissarie i Varberg. Efter studentexamen 1913 studerade sonen vid Göteborgs högskola, där Peterson blev filosofie kandidat 1917, filosofie magister 1922, filosofie licentiat 1927 och disputerade för filosofie doktorsgrad 1929 med en avhandling om det svenska skoldramat under femton- och sextonhundratalet. Han var docent i litteraturhistoria vid Göteborgs högskola 1929–1936. 
Parallellt med de akademiska studierna innehade han lärarförordnanden på olika platser i Sydsverige. Han var lektor i svenska språket och litteraturen vid universitetet i Kiel 1925–1930. Efter provårstjänstgöring 1930–1931 samt lärarvikariat och timlärartjänster i Göteborg var han lektor i modersmålet och tyska vid Vänersborgs högre allmänna läroverk 1933–1947. Därefter innehade han från 1947 ett lektorat i samma ämnen vid Vasa högre allmänna läroverk i Göteborg. 
Peterson intresserade sig tidigt för författarskapet till Birger Sjöberg (1885–1929), något han fick särskilda förutsättningar för genom sin bosättning i Vänersborg, Sjöbergs födelsestad. Tillsammans med Ernst Norlind gav han 1940 ut ett urval av Sjöbergs efterlämnade dikter, och 1944 publicerade han en biografi över Sjöberg, den första i sitt slag.
Peterson utgav även en biografi över Grönköpingsskildraren Nils Hasselskog (1892–1936), med vilken han varit personligen bekant. I övrigt skrev han  uppsatser och recensioner i dagspress och tidskrifter, medverkade i Svensk uppslagsbok samt bidrog till läromedel i tyska.